# Rumor Had It
Rumor Had It is de allereerste release van a balladeer met vier tracks die niet op het debuutalbum Panama staan.

## Tracklisting
1. "I Saw You Hiding from the Rain Today"
2. "Rumor Had It"
3. "They've Shut Down Marks & Spencer"
4. "Left-Over Tears, Lost"